# Aristolochia fuertesii
Aristolochia fuertesii är en piprankeväxtart som beskrevs av Ignatz Urban. Aristolochia fuertesii ingår i släktet piprankor, och familjen piprankeväxter. Inga underarter finns listade i Catalogue of Life.